# 野々宮神社 (堺市)
野々宮神社（ののみやじんじゃ）は、大阪府堺市中区にある神社。火の宮（ひのみや）とも呼ばれる。

## 祭神
- 素盞嗚命
- 火産霊命（ほむすびのみこと）
- 菅原道真公

火産霊命に因む発火と鎮火の神として「火の宮」とも称され、菅原道真公からは文字の神ともされる。

## 由緒
創建は不詳だが約400年前と言われる。和泉国大鳥郡深井荘野々宮香林寺の略縁起によると、天正年間に細川氏の兵火に遭い、春日社領であった奥山（現深井清水町）に転座し、再建されたとされる。明治4年（1871年）までは中村（現深井中町）の香林寺（行基建立49院の1院）と併存していたが、神仏分離で同寺と離れ、翌5年に郷社に列した。1万平方メートルの境内には、稲荷社、春日社、八幡社、厳島社があり、明治42年に畑山の愛宕神社、東山の厳島神社、百済（現北条）の東山神社、八幡神社、楢葉の八阪神社、高揚（現深井北町）の菅原神社、八田（現東八田）の菅原神社を合祀した。
神紋は八重山桜であり、野々宮神社に宮入する氏子各町はこの桜紋や桜紋を基調とした意匠を使用している。

## 神事
例祭には深井だんじり祭りや久世だんじり祭りも併せて行われ、二日間にかけて氏子によるだんじりの宮入等で境内が賑わう。また、祭神（火産霊命）に因んで毎年10月5日と、12月12日に火祭りの神事が行われる。

## 末社
稲荷神社、春日神社、八幡神社、厳島神社の4末社があり、伊勢神宮の遙拝所も設置されている。

## 境内
境内には寛文3年の銘のある石灯籠一対など石造遺物がある。また、堺市指定保存樹林の鎮守の森「常陵（とこはか）の森」に囲まれている。常陵とは深井郷の古名の常陵郷に由来する。

## 交通
- 南海泉北線深井駅下車